# Mardor
Mardor är en kommun i departementet Haute-Marne i regionen Grand Est (tidigare regionen Champagne-Ardenne) i nordöstra Frankrike. Kommunen ligger i kantonen Langres som tillhör arrondissementet Langres. År 2022 hade Mardor 57 invånare.

## Befolkningsutveckling
Antalet invånare i kommunen Mardor
| Referens: INSEE |